# 姜帝圭
姜帝圭（韓語：강제규，1962年11月27日—），韩国电影导演、编剧。

## 事业
姜帝圭憑藉處女作《隔世琴緣》、開創韓國電影文藝復興先河的《生死諜變》及吸引超過1000萬人次觀看的《太極旗飄揚》三部電影，曾受到「改變韓國影壇模式」的高度評價。《太極旗飄揚》成功後去了好萊塢，曾計劃制作科幻片《Jonas》，但遭美國電影公司以嚴肅和內容複雜為由而被拒絕，未能打破好萊塢的壁壘。2011年末，時隔7年以韓中日合拍電影《登陸之日》回歸，斥資300億韓元打造（純制作費280億韓元），但是卻獲得令人遺憾的票房成績和觀眾的低評價。2014年，姜帝圭加盟優酷出品的「2014大師微電影」，他在其中所拍攝《戀慕》是繼《隔世琴緣》之後再次推出以愛情為主題的作品。

## 導演作品
| 年份 | 電影名稱   |
| ---- | ---------- |
| 1996 | 隔世琴緣   |
| 1999 | 生死谍变   |
| 2004 | 太極旗飄揚 |
| 2011 | 登陆之日   |
| 2014 | 戀慕       |
| 2015 | 長壽商會   |
| 2023 | 1947波士頓 |

## 編劇作品
| 年份 | 電影名稱 |
| ---- | -------- |
| 1994 | 遊戲規則 |